# Élie Reumaux
Élie Reumaux, né le 13 novembre 1838 à Wemaers-Cappel (Nord) et mort le 28 octobre 1922 à Ars-sur-Moselle, est un ingénieur et industriel français, directeur-général et président de la Compagnie des mines de Lens dans le bassin minier du Nord-Pas-de-Calais, président de la Société Houillère de Sarre et Moselle, administrateur de la Compagnie du chemin de fer du Nord et de la Société de l'industrie minérale, président d'honneur de la Société des ingénieurs civils de France et du District Nord, vice-président du Comité central des houillères de France, membre du Comité consultatif des mines, de la Commission du grisou, du Conseil de perfectionnement de l'École supérieure des mines de Paris,
Vice-président aux Expositions de Louvain, Liège et Bruxelles, il reçoit le grand prix à l'Exposition universelle de Paris de 1889 et est hors concours en 1900.

## Biographie

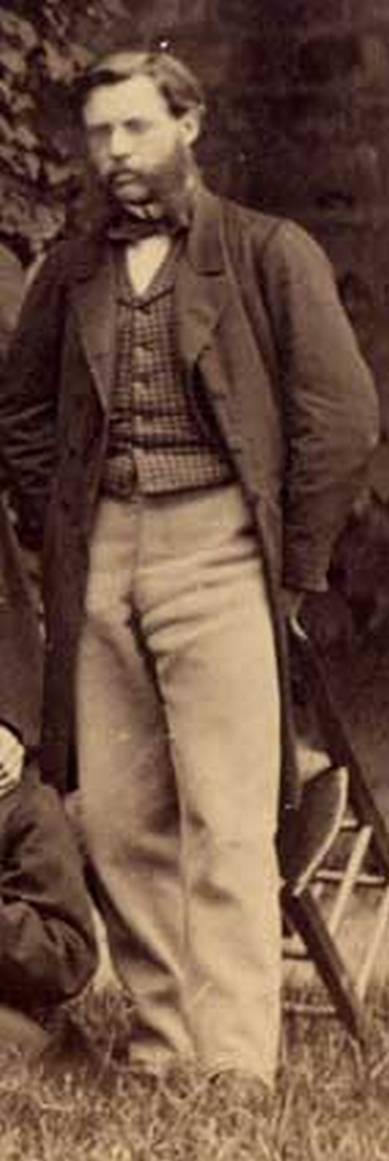
Élie Reumaux, vers 1860.

### Naissance
Élie Reumaux naît en 1838 de Benoît Henri Reumaux, exploitant agricole à Wemaers-Cappel dans le département du Nord, et de Virginie Sophie Winckeel. Il a plusieurs frères, dont, Tobie Reumaux, Pierre Géry Reumaux (1845-1924), et plusieurs sœurs, dont une qui a épousé Jules Micaud.

### Carrière
Élie Reumaux est issu de la promotion 1860 de l'École nationale supérieure des mines de Paris. Il est admis aux cours préparatoire le 10 novembre 1859, où il est classé seizième, admis comme élève externe le 10 juillet 1860, classé septième, et breveté le 30 mai 1863, classé quatorzième. Il est alors ingénieur civil des mines. Le directeur Gabriel Auguste Daubrée le conseille en 1866 à Édouard Bollaert, directeur de la Compagnie des mines de Lens, et indique que « ses aptitudes extraordinaires auraient dû le faire sortir premier de sa promotion ». Élie Reumaux démontre cette efficacité tout au long de sa carrière. La compagnie passe de deux puits pour une production de 350 000 tonnes de houille en 1866 à seize puits et une production de quatre millions de tonnes en 1913. Ainsi, une venue d'eau de 300 000 m3 par jour inonde une fosse, Élie Reumaux imagine de nouveaux processus qui lui permettent de la remettre en état moins d'un an après. Quelques années plus tard, des terrains imbibés d'eau gênent le creusement d'un nouveau puits. Il utilise très rapidement le procédé de congélation des terrains, qu'il met au point, perfectionne, et permet de franchir ces terrains aquifères.
Pour aller plus loin, il perfectionne sans cesse le matériel, afin d'en diminuer les risques pour les mineurs. Il participe à la création de cités minières, d'églises, d'écoles, de dispensaires, de jardins... Voyant les potentielles richesses dégagées par les cheminées des fours à coke, il a l'idée d'en recueillir les gaz afin d'en tirer tous les produits chimiques possibles, et produit également avec ces fumées de l'énergie électrique.

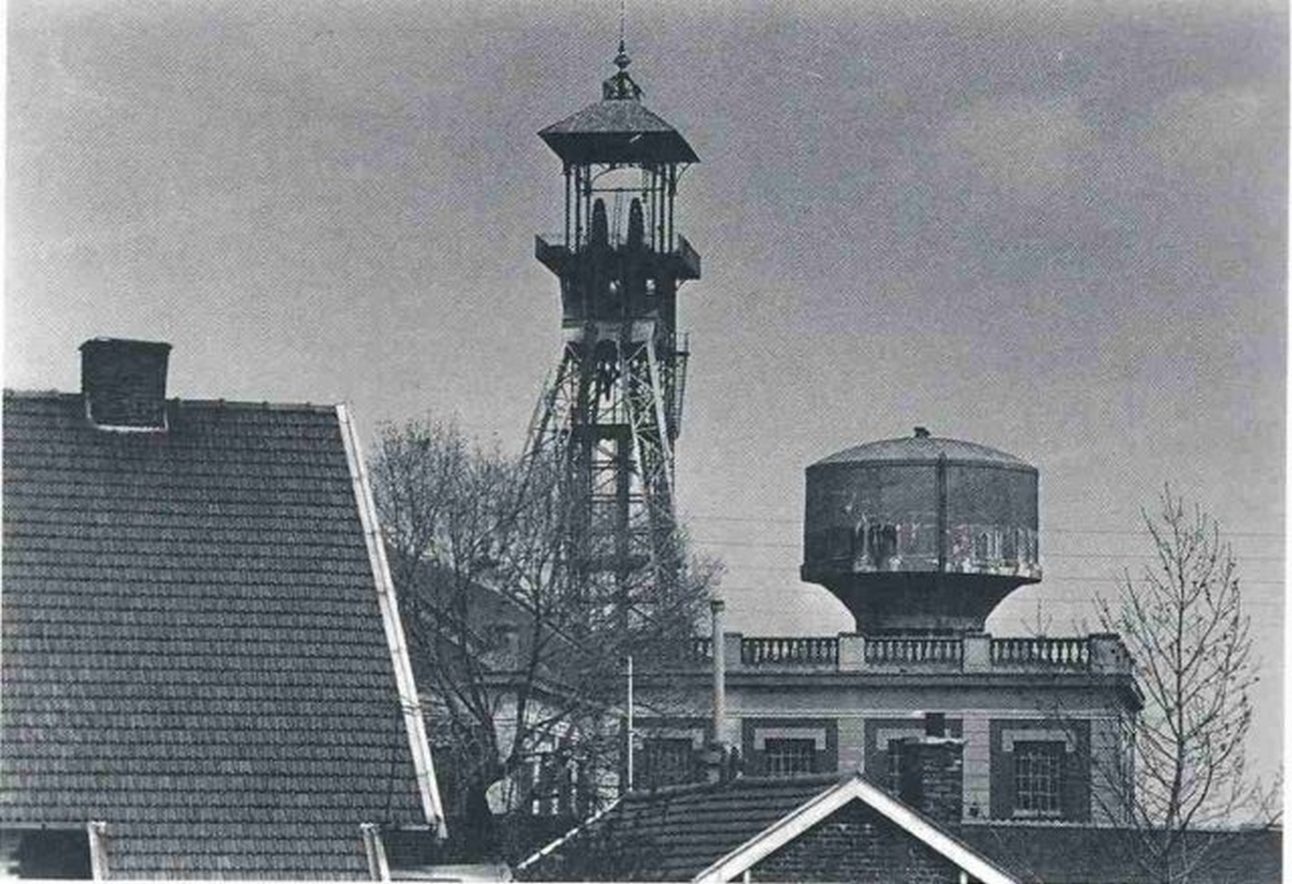
La fosse no 13 d'après-guerre.

La fosse no 13, commencée en 1902, est mise en service en 1908. Elle est baptisée en l'honneur d'Élie Reumaux
La Première Guerre mondiale éclate en 1914. Il est contraint d’assister au dynamitage de la fosse no 13, baptisée en son honneur. Évacué plus tard par la Suisse, il y commande les pompes destinées à dénoyer les galeries, et y prépare déjà la reconstruction des mines de Lens.
Tout au long de sa carrière, Élie Reumaux a toujours été très actif, ce qui lui a valu de devenir commandeur de la Légion d'honneur, et officier de l'Ordre de Léopold de Belgique. Au sein de la Compagnie des mines de Lens, il a été successivement ingénieur, ingénieur en Chef, directeur-général, et président du conseil d'administration. Ailleurs, il a été président du conseil d'administration de la Société Houillère de Sarre et Moselle, administrateur de la Compagnie des chemins de fer du Nord, président d'honneur de la Société des ingénieurs civils de France, vice-président du Comité central des houillères de France, administrateur honoraire de la Société de l'Industrie Minérale et Président d'Honneur du District Nord, membre d'honneur des Associations de Liège, Mons et Louvain, membre du Comité Consultatif des Mines, de la Commission du Grisou, du Conseil de Perfectionnement de l'École supérieure des mines de Paris. Enfin, il a été grand prix à l'Exposition universelle de Paris de 1889, hors concours en 1900, et vice-président aux expositions de Louvain, Liège et Bruxelles du début du XXe siècle. 

### Mort
Emmanuel Reumaux, son neveu, meurt en 1918. Son épouse meurt en 1919. En 1922, Élie Reumaux tombe de manière inexpliquée d'un train en marche au retour d'une tournée dans la Sarre, son cadavre est découvert le long des voies. Ses funérailles se déroulent en présence du maire de Lens Émile Basly, de l'évêque d'Arras, des porions en tenue de travail. Ceux-ci encadrent le cortège funèbre. Des grands chefs d'industrie étaient également présents.
Sa petite-fille, Denise Reumaux, épouse M. Courtin en 1923, le fils du président de la Compagnie des mines de Liévin.

## Distinctions
- Commandeur de la Légion d'honneur (30 mai 1910)[4]